# Rochefort-du-Gard
Rochefort-du-Gard là một xã trong vùng Occitanie. Xã Rochefort-du-Gard nằm ở khu vực có độ cao trung bình 56 mét trên mực nước biển.
Thị trấn nằm ở tổng Villeneuve-lès-Avignon. 
Rochefort-du-Gard nổi tiếng với nhà thời Le Castelas được xây lại hoàn toàn từ nhà thờ thế kỷ 10, toà thị chính xây từ năm 1729 đến 1934